# Legende (Numismatik)
Der Begriff Legende oder Münzaufschrift bezeichnet in der Numismatik die Aufschrift einer Münze, die sich auf dem Münzrand (Randschrift) oder auf der Münze (Inschrift) befinden kann. Läuft die Beschriftung um den Rand herum, aber auf dem Münzfeld, spricht man von einer Umschrift. Während sich auf der Münzvorder- oder -rückseite unter anderem Angaben zum Nennwert, zum Ausgabejahr, zur Münzprägeanstalt und zum Graveur befinden können, sind auf dem Rand oft symbolhaltige Inschriften. Zum Beispiel steht auf den 2-DM- und 5-DM-Münzen sowie auf den deutschen 2-Euro-Münzen die erste Zeile der deutschen Nationalhymne: „Einigkeit und Recht und Freiheit“.

## Besonderheiten

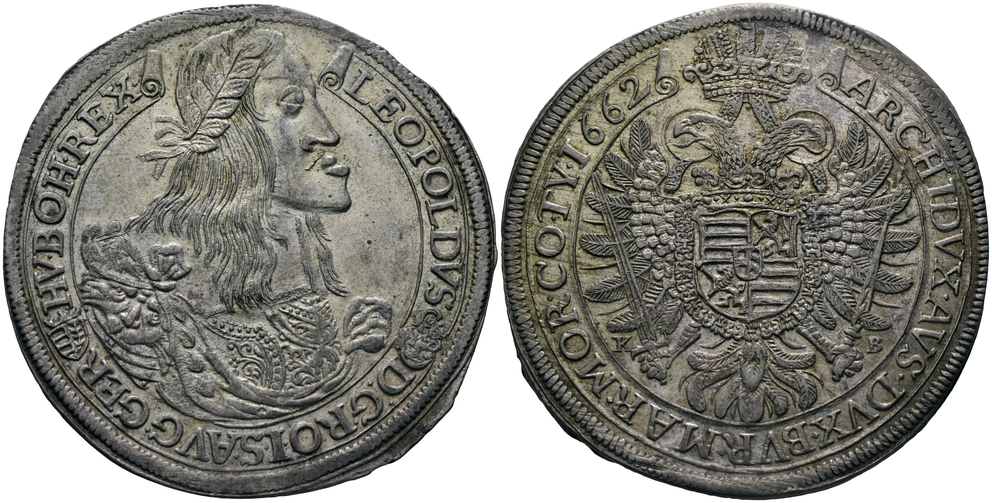
Banderolentaler Leopolds I. von 1662 aus der Münzstätte Kremnitz

- Die Legende des Banderolentalers befindet sich auf den oben eingerollten Banderolen der Vorder- und Rückseite.[1]
- Eine Besonderheit ist die Legende der Rückseite der Corona Danica. Der untere Teil wurde zum Münznamen, der obere Teil wurde umgedeutet.[2]
- Bei den mittelalterlichen Sachsenpfennigen befindet sich meist an Stelle einer Umschrift eine Trugschrift oder nur Striche.
- Auf Flussgolddukaten ist in der Legende die Herkunft des Goldes angegeben.
- Auf Talern des 16. und 17. Jahrhunderts findet man mitunter in der lateinischen Umschrift die der Ziffer 9 ähnelnde Abbreviatur ꝰ (Unicode U+A770 modifier letter us) für „us“[3], zum Beispiel „IO(hannes): – FRIDERICꝰ“ bei bestimmten Achtbrüdertalern.
- In der Umschrift der Taler hauptsächlich des 16. Jahrhunderts kommt mitunter der Zusatz F(ieri) F(ecit) vor, zum Beispiel AVGVSTVS • D(ux) • SAXO(niae) / ELECTOR • &c /• F(ieri) • F(ecit) auf dem Taler auf die Einnahme von Gotha (1567). Das bedeutet „ließ (diese Münze) machen“.[4]
- In der Umschrift der Vorderseite des Rebellentaler, des Lügentalers Wahrheitstalers des Mückentalers und des Pelikantalers sind an die Legende mit dem Titel des Fürsten Buchstaben angehängt, die aufgelöst seinen Wahlspruch ergeben.
- Auf den spätmittelalterlichen Horngroschen wurden für den Buchstaben M die Formen H und II verwendet.
- Der Vereinsdoppeltaler von Waldeck und Pyrmont mit dem Namen Dicke Emma ist der einzige mit einer Fürstin in der Umschrift.